# Кудряшовский сельсовет
Кудряшовский сельсовет — сельское поселение в Новосибирском районе Новосибирской области Российской Федерации.
Административный центр — дачный посёлок Кудряшовский.

## История
Статус и границы сельского поселения установлены Законом Новосибирской области от 2 июня 2004 года № 200-ОЗ «О статусе и границах муниципальных образований Новосибирской области»

## Население
| 2002  | 2010  | 2012  | 2013  | 2014  | 2015  | 2016  |
| ----- | ----- | ----- | ----- | ----- | ----- | ----- |
| 4884  | ↗5636 | ↗5785 | ↗5801 | ↗5892 | ↘5869 | ↗5882 |
| 2017  | 2018  | 2019  | 2020  | 2021  |       |       |
| ↗5982 | ↗6050 | ↗6210 | ↗6422 | ↗7203 |       |       |

## Состав сельского поселения
| № | Населённый пункт | Тип населённого пункта                 | Население |
| - | ---------------- | -------------------------------------- | --------- |
| 1 | Воробьевский     | посёлок                                | ↗19       |
| 2 | Затонский        | посёлок                                | →0        |
| 3 | Катковский       | посёлок                                | ↗95       |
| 4 | Кудряшовский     | дачный посёлок, административный центр | ↗5656     |
| 5 | Приобский        | посёлок                                | ↗963      |